# 圖珀洛 (阿肯色州)
圖珀洛（英語：Tupelo）是一個位於美國阿肯色州傑克遜縣的市鎮。

## 地理
圖珀洛的座標為35°23′30″N 91°13′45″W / 35.39167°N 91.22917°W，而該地的平均海拔高度為66米（即217英尺）。

## 人口
根據2010年美國人口普查的數據，圖珀洛的面積為0.72平方千米，皆為陸地。當地共有人口70人，而人口密度為每平方千米97人。